# بروس کولیک
بروس کولیک (انگلیسی: Bruce Kulick؛ زادهٔ ۱۲ دسامبر ۱۹۵۳) گیتارنواز اهل ایالات متحده آمریکا است. وی از سال ۱۹۶۸ میلادی تاکنون مشغول فعالیت بوده است.